# Roodhalspriemkever
De roodhalspriemkever (Bembidion ruficolle) is een keversoort uit de familie van de loopkevers (Carabidae). De wetenschappelijke naam van de soort werd in 1796 gepubliceerd door Georg Wolfgang Franz Panzer.
De kever is 3,2 tot 3,5 millimeter lang. De habitat bestaat uit kale of weinig begroeide zandoevers van vrij grote rivieren en ook bij afgravingen.
De soort komt voor van Centraal- en Oost-Europa tot Siberië en in Noord-Europa oostelijk van Noorwegen. In 2012 is de soort voor het eerst in Nederland waargenomen.